# Iàssir Al-Habib
L'aiatol·là Iàssir Yahya Abdullah Al-Habib (àrab: ياسر الحبيب, Yāsir al-Ḥabīb) (Kuwait, 20 de gener de 1979) és un clergue xiïta kuwaitià. Va estudiar Ciències polítiques a la Universitat de Kuwait. El 1996 va viatjar a Qom per a estudiar Estudis Islàmics. Va emigrar a Anglaterra el desembre de 2004.
Va ser detingut el novembre de 2003 i condemnat a un any de presó pel govern de Kuwait amb el càrrec d'insults a Abu-Bakr, Úmar i Àïxa, en el marc d'un enregistrament d'àudio d'una conferència privada i tancada. El febrer de 2004 va ser posat en llibertat en virtut d'un indult anual anunciat per l'emir de Kuwait amb motiu del Dia Nacional del país, però pocs dies després es va ordenar de nou la seva detenció. però al-Habib va marxar de Kuwait abans, de forma que finalment fou sentenciat en absència a 10 anys de presó.
El setembre de 2010 el xeic Iàssir Al-Habib va enfurismar els musulmans sunnites titllant Àïxa bint Abi-Bakr d'«enemic de Déu», la qual cosa va dur Kuwait a revocar la seva ciutadania, tot acusant-lo de tractar d'avivar la discòrdia entre els musulmans. L'octubre de 2010 el líder suprem iranià, l'aiatol·là Ali Khamenei, va tractar de calmar les tensions entre xiïtes i sunnites en emetre una fatwa en contra dels insults a companys del Profeta i a les seves esposes.

## Organització dels Servidors del Mahdí
Iàssir Al-Habib és el fundador de l'Organització dels Khuddam al-Mahdí (àrab: هيئة خدام المهدي, Hiʾa Ḫuddām al-Mahdī, literalment ‘Organització dels Servidors del Mahdí’). Es tracta d'una organització religiosa. La seva nova seu es va inaugurar a Londres el 26 de juny de 2010. El nou edifici de l'Organització inclou: Hawza d'al-Imamain al-Askariyain (Escola religiosa), Hussainia de Sayed al-Xuhada. Així, ja que inclou les oficines de:
- El diari xiïta (anglès: The Shia Newspaper). Es tracta d'un diari en anglès, que va publicar a Londres.
- Al-Menbar Media (àrab: مؤسسة المنبر الإعلامية, Mu ʾassasat al-Minbar al-Iʿlāmiyya). És una fundació mitjans de comunicació. S'emet un nombre de revistes en àrab, com ara: la revista Al-Menbar i la revista Tha'er.[8]
- Al-Qatrah web.[9]

### Fadak Canal Satélite
Aquesta organització va posar en marxa Fadak Canal, que emet en àrab, anglès i persa.